# Chorągiew

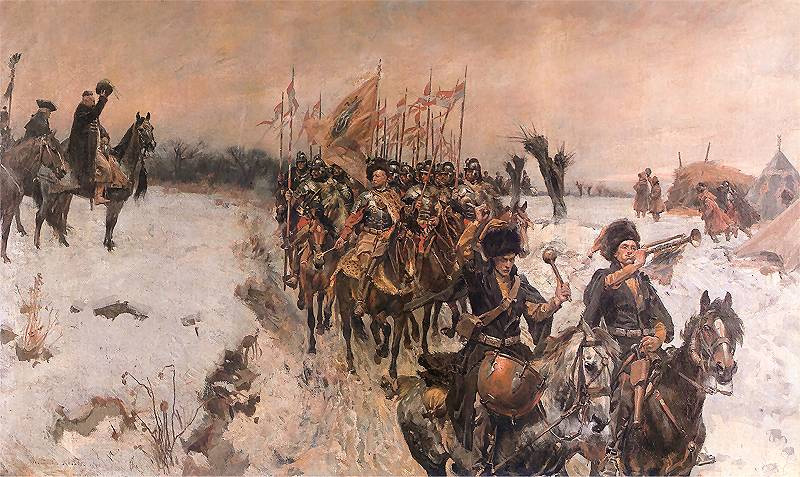
"Chorągiew pancerna del rotmistrz Józef Hulewicz" - Wojciech Kossak

Chorągiew (xɔˈrɔŋɡʲɛf in Lingua polacca, letteralmente "stendardo") fu l'unità amministrativa di base nell'esercito del Regno di Polonia a partire dal XIV secolo. La parola deriva dal vocabolo in lingua slava Chorugv' ("stendardo"). Nel XVII secolo si diffuse, come sinonimo, il vocabolo rota.
Tra il XIV ed il XVII secolo, il Chorągiew era formato da sotto-unità, le kopie di 2-5 cavalieri comandate da un towarzysz, molto simili al sistema delle lance in uso presso la cavalleria feudale dell'Europa Occidentale. A partire dal XVI secolo, la kopia, come unità militare, iniziò ad essere indicata con il vocabolo Poczet.
La scala gerarchica dei Chorągiew era così articolata:
- Chorągiew ziemska (Stendardo di distretto), dei cavalieri reclutati in un distretto.
- Chorągiew rodowa (Stendardo del clan), truppe di un clan.
- Chorągiew nadworna (Stendardo di corte), truppe del Re.

Nella cavalleria, dalla seconda metà del XV secolo fino alla prima metà del XVIII secolo, il Chorągiew era reclutato secondo il "Sistema dei Compagni" (system zaciągu towarzyskiego). V. Towarzysz.

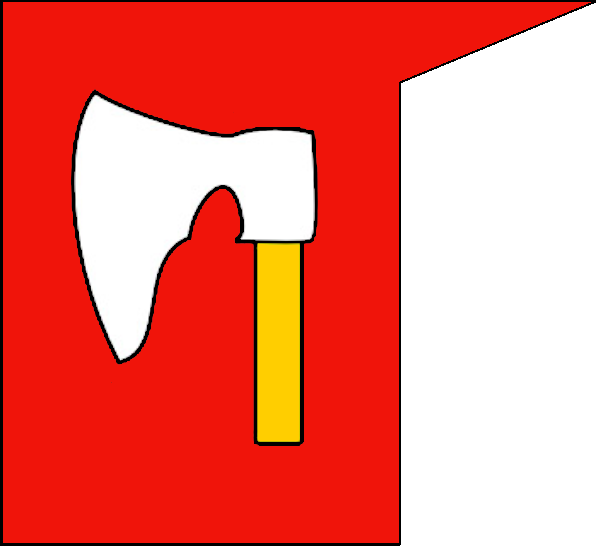
Stendardo del clan Topór nella Battaglia di Grunwald.

I Chorągiew potevano radunare diverse tipologie di truppe:
- Chorągiew husarska ("Stendardo di ussari"), formato da Ussari alati.
- Chorągiew lekka ("Stendardo Leggero"), formato da truppe di cavalleria leggera.
- Chorągiew pancerna ("Stendardo di pancerni"), formato da Pancerni.
- Chorągiew tatarska ("Stendardo di tartari"), formato da mercenari Tartari.
- Chorągiew wołoska ("Stendardo di valacchi"), formato da cavalleggeri mercenari della Valacchia.
- Chorągiew kozacka ("Stendardo di cosacchi"), formato da mercenari Cosacchi.

I Chorągiew Rodowa più noti, capaci di radunare per la corona forze di circa 100 uomini, erano dei clan Topór, Dołęga e Gryf.